# Ballognatha typica
Ballognatha typica är en spindelart som beskrevs av Lodovico di Caporiacco 1935. Ballognatha typica ingår i släktet Ballognatha och familjen hoppspindlar. Inga underarter finns listade.